# Búp bê tình dục

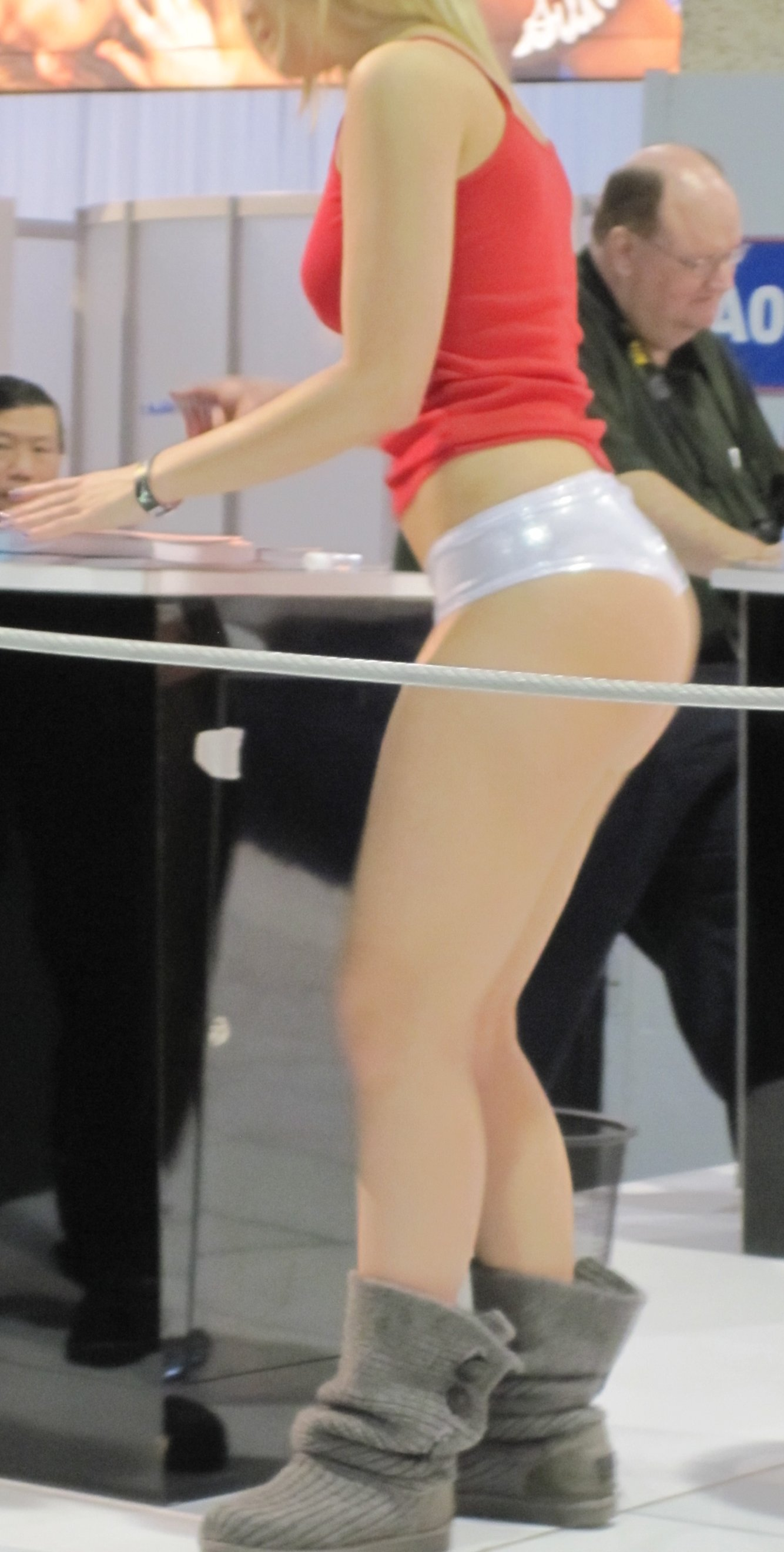
Một con búp bê tình dục

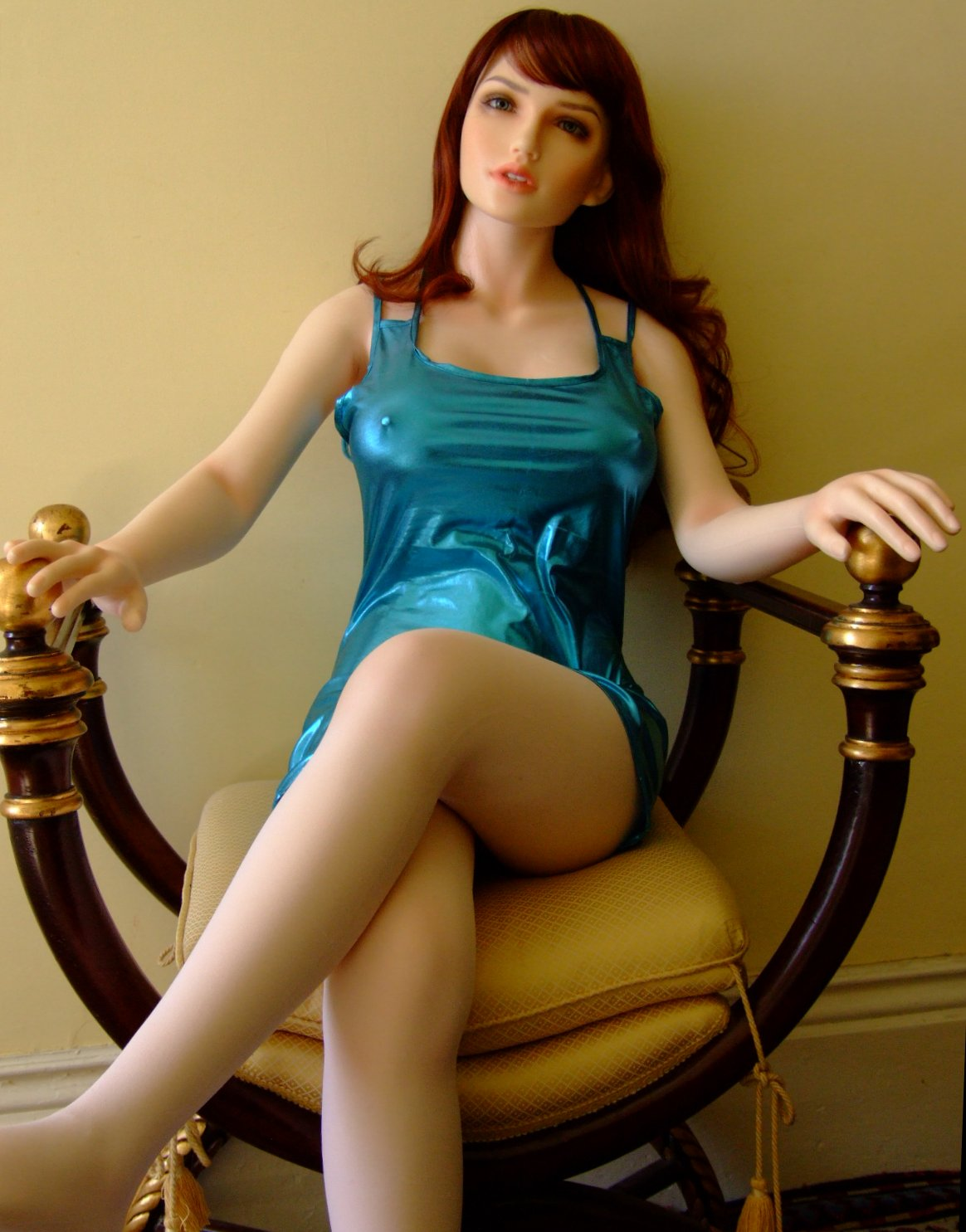
Một thế hệ búp bê tình dục cao cấp hoặc ma-nơ-canh có thể tạo dáng mới

Búp bê tình dục hay còn gọi là búp bê tình yêu (còn được biết đến với tên tiếng Anh là sex doll hoặc tên tiếng Nhật là ダッチワイフ/datchi waifu?/tức những người vợ Hà Lan) là một thể loại của công cụ hỗ trợ tình dục hay đồ chơi tình dục (sex toy) trong đó là những con búp bê được thiết kế và sử dụng cho mục đích giải quyết nhu cầu tình dục, nó được mô phỏng dựa trên kích thước, hình dáng như thật của một bạn tình để hỗ trợ chính cho việc thủ dâm. Búp bê tình dục có thể bao gồm toàn bộ cơ thể người với mặt, hoặc chỉ có đầu, xương chậu hoặc một phần cơ thể khác với các phụ kiện (âm đạo, hậu môn, miệng, dương vật) để kích thích tình dục. Các bộ phận đôi khi rung và có thể tháo rời hoặc hoán đổi cho nhau. Búp bê tình dục tồn tại dưới nhiều hình thức nhưng được phân biệt với robot tình dục, đó là những sáng tạo nhân hình được thiết kế để có thể tham gia vào các tương tác phức tạp hơn.

## Lịch sử
Những búp bê thủ dâm đầu tiên được tạo ra bởi các thủy thủ người Pháp và người Tây Ban Nha vào thế kỷ XVI để phục vụ cho nhu cầu tình dục của họ trong môi trường bị cô lập bởi những chuyến hải trình dài ngày. Những con búp bê này thường được làm bằng vải may hoặc quần áo cũ và là mô hình tiền thân của búp bê tình dục ngày nay. Sau đó, người Hà Lan đã bán một số mặt hàng búp bê này cho người Nhật trong thời kỳ Rangaku và thuật ngữ "những người vợ Hà Lan" đôi khi vẫn được sử dụng tại Nhật Bản để ám chỉ búp bê tình dục.

Một trong những sự xuất hiện sớm nhất được ghi nhận của búp bê tình dục trong văn học là vào năm 1908, trong tác phẩm The Sexual Life of Our Time của Iwan Bloch. Bloch đã viết:

In this connection we may refer to fornicatory acts effected with artificial imitations of the human body, or of individual parts of that body. There exist true Vaucansons in this province of pornographic technology, clever mechanics who, from rubber and other plastic materials, prepare entire male or female bodies, which, as hommes or dames de voyage, subserve fornicatory purposes. More especially are the genital organs represented in a manner true to nature. Even the secretion of Bartholin's glands is imitated, by means of a "pneumatic tube" filled with oil. Similarly, by means of fluid and suitable apparatus, the ejaculation of the semen is imitated. Such artificial human beings are actually offered for sale in the catalog of certain manufacturers of "Parisian rubber articles."

 Vào năm 1918, nghệ sĩ người Áo Oskar Kokoschka đã đặt hàng một con búp bê có kích thước và ngoại hình như người thật dựa trên hình tượng Alma Mahler (người mà Kokoschka đang yêu) cho nhà sản xuất con rối người Đức H Treaty Moos khi ông này đang ở Dresden. Mặc dù đã mô phỏng giống Alma theo đúng yêu cầu của anh ta, nhưng "búp bê Alma" không làm Kokoschka hài lòng và anh đã phá hủy nó trong một bữa tiệc.
Nghệ sĩ siêu thực người Đức Hans Bellmer đã được mô tả là "cha đẻ của búp bê tình dục hiện đại" khi những búp bê tình dục của ông có mô hình thực tế hơn người thật vào những năm 1930 và ngành công nghiệp búp bê phát triển hơn trong tương lai. Điều này cũng làm dậy sóng cộng đồng nghệ thuật quốc tế khi Hans Belimer trình làng sản phẩm của mình trước công chúng..
Một báo cáo cho rằng, Đức Quốc xã đã chế tạo búp bê tình dục cho binh lính trong Thế chiến II như một nước cờ chiến lược trong Dự án Borghild nhưng những nhà sử học cho rằng đây là thông tin chưa được các nguồn đáng tin cậy xác minh và hiện được coi là một trò lừa bịp. Tuy nhiên, người ta nói rằng búp bê tình dục thương mại có nguồn gốc từ Đức, đặc biệt là kể từ khi búp bê Bild Lilli được tạo ra vào những năm 1950, và đó chính là nguồn cảm hứng để tạo ra búp bê Barbie nổi tiếng ngày nay.
Việc sản xuất búp bê tình dục để thay thế cho nhu cầu tìm bạn tình của con người đã có một số bước tiến nhảy vọt về mặt công nghệ vào cuối thế kỷ XX. Vào những năm 1970, nhựa vinyl, cao su và silicon đã trở thành những vật liệu được sử dụng thường xuyên nhất trong quá trình sản xuất búp bê vì chúng mang lại cho người dùng cảm giác chân thực khi làm tình.
Vào năm 1988, sau nhiều lần nỗ lực trong việc nhập khẩu mặt hàng búp bê tình dục vào Anh đã chấm dứt luật cấm nhập khẩu các mặt hàng "tục tĩu hoặc khiếm nhã" vốn không được phép bán tại đất nước này. Sự việc xảy ra sau khi các nhân viên Hải quan trực thuộc Nữ Hoàng Anh Quốc đã tịch thu những lô hàng búp bê tình dục và công ty David Sullivan 's Conegate Ltd. đã đưa vụ kiện lên Tòa án Công lý Châu Âu. Họ đã thắng vào năm 1987 và nước Anh bị buộc phải dỡ bỏ các lệnh cấm nhập khẩu nghiêm ngặt có từ năm 1876.
Shin Takagi, người sáng lập công ty Trottla, đã sản xuất búp bê tình dục trẻ em giống như thật với niềm tin rằng làm như vậy mang lại lối thoát an toàn và hợp pháp cho những người đàn ông thể hiện ham muốn tình dục với trẻ con. Tiến sĩ Peter J. Fagan, nhà nghiên cứu về paraphilia, đã lập luận rằng việc những sản phẩm này có thể có tác dụng củng cố và làm tăng nguy cơ thực hiện hành động lạm dụng tình dục trẻ em. Kể từ năm 2013, giới chức Australia đã tiến hành tịch thu các lô hàng nhập khẩu búp bê tình dục vị thành niên được phân loại hợp pháp vì nguy cơ đáng lo ngại rằng đây là tài liệu bóc lột tình dục trẻ em.
Doanh số bán búp bê tình dục đã tăng lên đáng kể trong thời kỳ đại dịch COVID-19.

## Mô tả

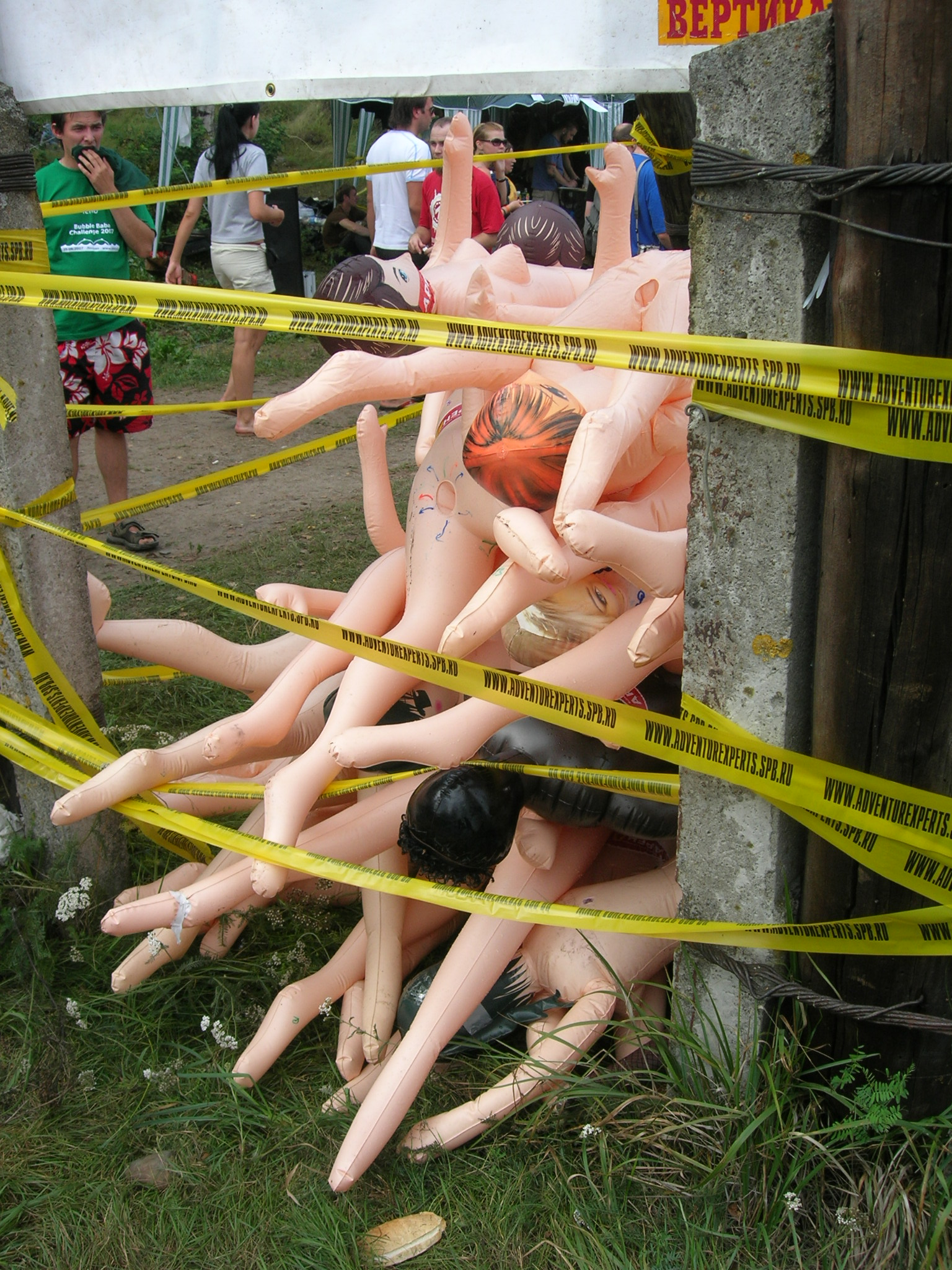
Các loại búp bê tình dục bơm hơi

Một con búp bê tình dục có thể bao gồm toàn bộ cơ thể với mặt, hoặc chỉ là một phần xương chậu, với các phụ kiện giống như thật của âm đạo, hậu môn, miệng, dương vật cho việc kích thích tình dục. Các bộ phận được đôi khi có thể rung và có thể được tháo rời hoặc thay thế cho nhau. Chúng có thể có những hình dáng, khuân mặt, bộ phận cơ thể y như người thật. Tạo khuôn mặt là giai đoạn kì công nhất, bởi nó đòi hỏi sự chính xác và có sự biểu cảm, gương mặt được make up tỉ mỉ, Những hình dáng nóng bỏng và sống động như người thật. Giá mỗi sản phẩm có giá khoảng 7000 đôla và điều chỉnh theo sở thích của khách hàng với quan điểm búp bê tình dục không chỉ là một thứ đồ chơi mà còn là người bạn giúp con người bớt cô đơn
Hiện có loại búp bê này dành cho nam giới, nó được làm khá giống người thật, da trắng, mịn màng, đầy đặn, thậm chí nó còn có động thái, có thể phát ra âm thanh. Nhiều loại thân búp bê làm bằng Silicon nguyên chất cho cảm giác mềm mại như da người tạo nên một cơ thể hoàn hảo không nếp nhăn, không mụn nhọt, hoặc có khuôn mặt xinh xắn dễ thương, giống như con gái Nhật Bản. Cùng được làm bằng chất liệu Silicon nhưng búp bê tình dục nam giá chỉ 35 triệu đồng, trong khi búp bê tình dục nữ giá lên tới 65 triệu đồng.
Ở thị trường Việt Nam hiện nay có nhiều loại, loại 1 là búp bê bơm hơi, giá chỉ dao động từ 2 triệu đến 2,5 triệu đồng. Loại 2 được làm bằng silicon đặc, giá cbúp bê silicon nhỏ, giá 2,5 triệu đồng, loại lớn thì tùy vào mặt hàng nhập khẩu. Búp bê bằng silicon nhập khẩu từ Mỹ giá 25 triệu đến 27 triệu đồng, búp bê nhập khẩu từ Nhật Bản giá 35 triệu đồng có kích thước như người lớn, là một cơ thể hoàn hảo, như một người đàn ông ngoài đời thật.

## Sử dụng
Con người có thể sử dụng nó để thỏa mãn nhu cầu sinh dục khi đối tượng khác giới của mình không đáp ứng được hoặc vì một số lý do nào khác như độc thân, ly hôn. Đa số những người sử dụng búp bê tình dục nói riêng, cũng như sex toy nói chung đều là những người độc thân, ly hôn, hay mất vợ, mất chồng. Một vài trường hợp, người vợ không thể đáp ứng được nhu cầu của chồng và cho chồng sử dụng búp bê tình dục hoặc chồng lén lút sử dụng khi không kiềm chế được ham muốn. Có trường hợp, nhu cầu tình dục quá cao so với những người bình thường thì cũng cần đến búp bê tình dục. Việc sử dụng búp bê tình dục khá an toàn, không viêm nhiễm, không ảnh hưởng đến sức khỏe. Tình dục là nhu cầu tất yếu của con người do đó, người chồng hoặc vợ có thể sử dụng búp bê tình dục, sử dụng búp bê tình dục sẽ là giải pháp an toàn.
Một số ý kiến cho rằng sử dụng búp bê tình dục không có gì là sa đọa quá trong cuộc sống hiện nay, vì nó giải quyết nhu cầu của con người, sản phẩm búp bê tình dục là một tiến bộ của loài người. Việc sử dụng búp bê tình dục không ảnh hưởng đến sức khỏe, thậm chí có thể bảo vệ hạnh phúc gia đình. Sử dụng chúng là việc làm bình thường, không liên quan đến vấn đề đạo đức, miễn là đảm bảo sức khỏe cho người sử dụng.

## Tình hình
Một nỗ lực năm 1982 để nhập khẩu một lô hàng của búp bê tình dục vào Anh đã có hậu quả không lường trước được, kết thúc bằng đạo luật chống lại việc nhập khẩu các sản phẩm "khiêu dâm hay không đứng đắn", búp bê tình dục là vật phẩm bất hợp pháp không được bán trong Vương quốc Anh. Đã có những con búp bê bị bắt giữ bởi Hải quan và Thuế cán bộ của Nữ hoàng Anh. Nước Anh đã buộc phải nâng cấm nhập khẩu nghiêm ngặt của nó có niên đại từ 1876, bởi vì đối với hàng nhập khẩu từ bên trong Cộng đồng châu Âu nên chúng tạo thành một rào cản đối với thương mại tự do theo các điều khoản của Hiệp ước Rome. Từ trước năm 1975, người Mỹ đã sử dụng loại đồ chơi tình dục.
Ở Trung Quốc, Doanh thu của toàn ngành công nghiệp tình dục Trung Quốc ước tính đạt 2 tỷ USD. Các thị trường chính tiêu thụ sản phẩm búp bê tình dục của Trung Quốc đó là Nam Phi, Hàn Quốc, Nga, trong khi đó Mỹ chỉ chiếm 2% thị trường. Doanh thu của nhà máy Ningbo Yamei đã tăng vượt bậc trong năm qua nhờ sự bùng nổ của ngành công nghiệp đồ chơi tình dục tại quốc gia đông dân nhất thế giới này. Công ty này sở hữu 13 loại búp bê khác nhau. Nhà máy này đã bán hơn 50.000 con búp bê tình dục trong năm 2011 với giá trung bình là 16 USD/con, trong đó khoảng 15% được xuất sang Nhật Bản, Hàn Quốc và Thổ Nhĩ Kỳ.
Tại Nhật Bản, cuối năm 2009, có một sự kiện gây chấn động cư dân mạng các diễn đàn châu Á xảy ra khi một thanh niên ôm hôn búp bê tình dục ngay trên tàu điện ngầm. Trong tấm hình, chàng trai được cho là người Nhật Bản đã đeo một tấm bảng sau lưng và ôm hôn thắm thiết một "em silicon". Chưa dừng lại đó, chàng trai lại ôm hôn cô gái cao su khi đã đến bến dừng. Mặc kệ người xung quanh kinh ngạc chụp hình, quay phim, màn ân ái giữa chàng trai và búp bê tình dục vẫn tiếp tục diễn ra một cách bình thường. Một số người Nhật Bản cho rằng một người phụ nữ có thể phản bội hoặc làm tổn thương nhưng búp bê thì mãi mãi thuộc về người sở hữu, nhiều đàn ông Nhật Bản khi cảm thấy chán chường với những người phụ nữ ngoài đời thực thì họ tìm đến những nàng búp bê tình dục như những người bạn tri kỷ thực thụ.
Tại Việt Nam, nhu cầu sử dụng loại búp bê tình dục này không ít, chủ yếu là dành cho những người đã ly hôn, ngoài ra cũng có một số trường hợp là nam sinh viên. Việc mua bán và sử dụng búp bê tình dục chưa được phổ biến và công khai rộng rãi, mặc dù vậy những con búp bê bằng silicon này cũng đã có mặt trong đời sống vợ chồng của nhiều gia đình để phục vụ cho người chồng hoặc nam giới ngoài ra thì búp bê tình dục cũng được cả những người vợ sử dụng họ sẽ dùng búp bê tình dục nam, có trường hợp những người phụ nữ có nhu cầu quá cao nên họ phải tìm đến búp bê tình dục để đáp lại những ham muốn của mình
Búp bê tình dục được rao bán công khai trên các trang mạng và mặt hàng búp bê tình dục vẫn được rao bán phổ biến ở Hà Nội. Tại Thành phố Hồ Chí Minh thì nam sinh, đang bị hút theo cơn lốc búp bê tình dục, lùng sục búp bê tình dục cuốn vào trong cơn sốt ngầm của búp bê tình dục. Giá cả của những loại này có thể là giá 9,5 triệu đồng, hiện nay giá búp bê tình dục cao cấp khoảng 5.000 - 6.000 USD, rẻ nhất là loại búp bê giá 700 ngàn, đến Giáp tết năm 2010, cùng với các mặt hàng phục vụ tết, thì đồ chơi tình dục cũng tăng giá. Một cơ sở kinh doanh có tên Công ty Cổ phần phát triển kinh doanh và truyền thông Việt Nam Vipcom (Cty Vipcom) chuyên buôn bán búp bê tình yêu và hàng loạt đồ chơi tình dục, bạo dâm đã bị triệt phá Giá mỗi con búp bê tình dục loại búp bê có kích thước như người lớn bằng Silicon lên tới 65 triệu đồng, trong khi đó, những con búp bê tình dục bơm hơi khác chỉ có giá từ 1,5 triệu đồng đến 3,2 triệu đồng.